# Helteliv
Helteliv er et dansk bordrollespil af Jonas Begtrup-Hansen, som primært er designet med en pædagogisk vinkel, rettet mod at blive spillet med både børn, unge og voksne i professionel sammenhæng. Spillet er baseret på Powered by the Apocalypse designet af Vincent Baker.